# Marcus Graham
Marcus Graham (Perth; 11 de octubre de 1963) es un actor australiano, más conocido por haber interpretado a Stanley "Wheels" Kovac en la serie E Street, a Elvis Maginnis en Good Guys, Bad Guys y a Harvey Ryan en la serie Home and Away.

## Biografía
Es hijo del actor Ron Graham. Es muy buen amigo del actor y director Michael Gow.
En 1987 comenzó a salir con la actriz Nicole Kidman sin embargo la relación terminó en 1989.
En 1997 salió con la actriz Rebecca Gibney.
Salió con la actriz Claudia Black y más tarde con la actriz Asher Keddie.

## Carrera
En 1997 interpretó a Elvis Maginnis en la serie Good Guys, Bad Guys hasta 1998.
En el 2008 interpretó a Lewis Cane en la serie criminal Underbelly.
En el 2011 apareció como invitado en las series SLiDE y en Crownies donde interpretó a Danny Novak. Ese mismo año interpretó a Michael Lombardi en la miniserie City Homicide: No Greater Honour junto a Claire van der Boom John Howard y Graeme Blundell. 
Ese mismo año se unió al elenco de la exitosa serie australiana Home and Away donde interpretó a Harvey Ryan, (en el 2012 Marcus se volvió parte del elenco principal de la serie), hasta el 27 de febrero de 2014 después de que su personaje decidiera irse de la bahía.
En marzo del 2014 se anunció que Marcus aparecería en la película de horror Before Dawn donde dio vida a David Becket.
En agosto del 2014 se anunció que apareció en la miniserie Hiding donde interpretó a Nils.
En agosto del 2015 se anunció que Marcus se había unido al elenco de la nueva miniserie política de seis partes The Secret City's y se espera sea estrenada en marzo del 2016.
En el 2016 se unió al elenco de la serie Jack Irish,  donde dio vida a Orton.

## Filmografía

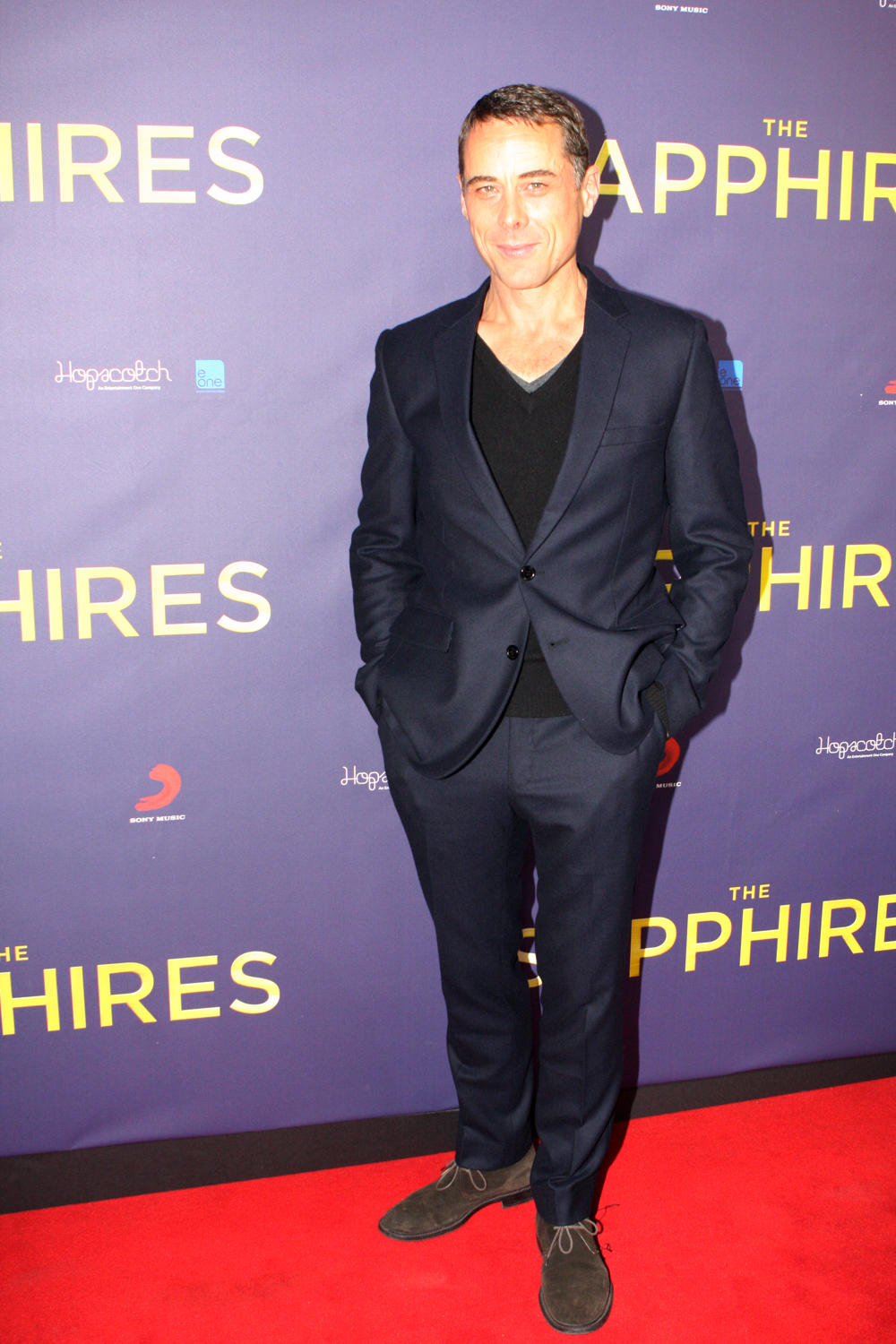

### Series de televisión
| Año             | Título                 | Personaje              | Notas                                    |
| --------------- | ---------------------- | ---------------------- | ---------------------------------------- |
| 2018 - presente | The Heights            | -                      |                                          |
| 2016 - presente | Cleverman              | McIntyre               | 11 episodios                             |
| 2016 - presente | Secret City            | Andrew Griffiths       | 12 episodios - miniserie                 |
| 2018            | Picnic at Hanging Rock | Tomasetti              | 6 episodios - miniserie                  |
| 2017            | House of Bond          | Michael Williams       | 2 episodios                              |
| 2016            | Jack Irish             | Rob Shand              | 4 episodios                              |
| 2015            | Hiding                 | Nils Vandenberg        | 8 episodios - miniserie                  |
| 2014            | Janet King             | Danny Novak            | 2 episodios                              |
| 2011 - 2014     | Home and Away          | Harvey Ryan            | 225 episodios                            |
| 2011            | Crownies               | Danny Novak            | 4 episodios                              |
| 2011            | SLiDE                  | Patrick                | episodio # 1.8                           |
| 2011            | City Homicide          | Michael Lombardi       | 4 episodios                              |
| 2011            | Laid                   | Telly                  | 2 episodios                              |
| 2008            | Time Trackers          | Kevin                  | 3 episodios                              |
| 2008            | Underbelly             | Lewis Caine            | 5 episodios                              |
| 2007            | Stupid Stupid Man      | James                  | episodio "The Boyfriend"                 |
| 2006            | Blue Heelers           | Pilgrim Bond           | episodio "Moonlighting"                  |
| 2000            | Charmed                | Dragon Warlock         | episodio "Be Careful What You Witch For" |
| 1997 - 1998     | Good Guys Bad Guys     | Elvis Maginnis         | 26 episodios                             |
| 1998            | Sins of the City       | Vince Karol            | 2 episodios                              |
| 1991            | G.P.                   | Sean Bracey            | 2 episodios                              |
| 1989            | E Street               | Stanley "Wheels" Kovac | -                                        |
| 1985            | A Fortunate Life       | -                      | miniserie                                |

### Películas
| Año  | Título                                      | Personaje         | Notas                                                                                              |
| ---- | ------------------------------------------- | ----------------- | -------------------------------------------------------------------------------------------------- |
| 2014 | Before Dawn                                 | David Becket      | junto a Samara Weaving, Georgia Chara, William Emmons y Nick Britton                               |
| 2013 | Worm                                        | Tío Craig         | corto - junto a John Waters, P.J. Lane, Lyn Collingwood, Kristy Best y Joshua Brennan              |
| 2012 | The Last Match                              | Barry Bluster     | corto - junto a Sarah Armanious, Craig McLachlan, T.J. Power y Julian Shaw                         |
| 2011 | Blockhouse Blues and the Elmore Beast       | Jimmy Twice       | junto a Kristian Beddow, Peter Berzanskis, Paul Cousins y Katja Glieson                            |
| 2009 | Clearing the Air                            | Papá              | corto - junto a Rhys Wakefield                                                                     |
| 2008 | Burley!                                     | Ricko             | corto - junto a Barbara Baug, Stefan Cooper-Fox y Hayden Spencer                                   |
| 2008 | Three Blind Mice                            | John              | junto a Toby Schmitz, Matthew Newton, Ewen Leslie, Barry Otto, Gracie Otto y Alex Dimitriades      |
| 2007 | BlackJack: Ghost                            | Harry Searle      | junto a Colin Friels, Marta Dusseldorp, Simon Lyndon, David Field, Gigi Edgley y Rhys Muldoon      |
| 2007 | Spike Up                                    | Tolly Manditis    | corto - junto a Roy Billing, Jake Chamberlin, Mark Constable y Lisa Flanagan                       |
| 2005 | Cool                                        | Stephen           | corto - junto a Susie Porter y Andrea Moar                                                         |
| 2004 | Josh Jarman                                 | Josh Jarman       | junto a Damian Walshe-Howling, Kim Gyngell y Kestie Morassi                                        |
| 2004 | Roll                                        | Alex              | junto a John Batchelor, Mike Frencham y Tasma Walton                                               |
| 2003 | Horseplay                                   | Max MacKendrick   | junto a Hugo Weaving, Jason Donovan, Natalie Mendoza, Abbie Cornish y Jacek Koman                  |
| 2001 | Mulholland Drive                            | Vincent Darby     | junto a Naomi Watts, Laura Harring y Justin Theroux                                                |
| 2001 | Nicolas                                     | Nicolas           | junto a Jason Connery, Michael Muhney y Gretchen Egolf                                             |
| 2000 | Green Sails                                 | Will Patterson    | junto a Jay Laga'aia, Sullivan Stapleton, Robert Mammone y Damien Garvey                           |
| 1999 | Secret Men's Business                       | Michael Schofield | junto a Ben Mendelsohn, Simon Baker y Joel Edgerton                                                |
| 1998 | Three Chords and a Wardrobe                 | Nick              | corto - junto a Sophie Heathcote y Olivia Pigeot                                                   |
| 1998 | Justice                                     | Bobby Lewis       | junto a Ewen Leslie, Kerry Armstrong y Simon Westaway                                              |
| 1997 | The Last Embrace                            | Camarero          | junto a Ethan Wayne, Kehli O'Byrne y Tane McClure                                                  |
| 1997 | Good Guys Bad Guys: Only the Young Die Good | Elvis Maginnis    | junto a Alison Whyte, Travis McMahon y Nadine Garner                                               |
| 1995 | Blue Murder                                 | Alan Williams     | junto a Richard Roxburgh, Steve Bastoni, Peter Phelps, Alex Dimitriades, John Jarratt y Gary Sweet |
| 1994 | The Battlers                                | Músico            | junto a Gary Sweet, Peter Stoneham y Richard Piper                                                 |
| 1994 | Point of No Return                          | Grady/Christian   | junto a Nikki Coghill, Doug Bowles y Andrew Curry                                                  |
| 1994 | Halifax f.p: Acts of Betrayal               | Vinnie Geralitis  | junto a Rebecca Gibney y Andrew McFarlane                                                          |
| 1993 | Crimetime                                   | -                 | junto a Bruce Venables, Lucy Bell, David Argue y Steven Grives                                     |
| 1992 | Mad Bomber in Love                          | Franklin          | junto a Craig McLachlan, Craig Pearce y Zoe Carides                                                |
| 1991 | Ratbag Hero                                 | Unc               | junto a Cameron Nugent, Elaine Smith y Peter Fisher                                                |
| 1990 | Shadows of the Heart                        | Vic Hanlon        | junto a Robyn Nevin, Jason Donovan, William McInnes, Nadine Garner y Barry Otto                    |
| 1987 | Dangerous Game                              | Jack              | junto a Miles Buchanan, Steven Grives, Kathryn Walker y John Polson                                |

### Presentador
| Año  | Título                            | Notas              |
| ---- | --------------------------------- | ------------------ |
| 2011 | The Fastest Clock in the Universe | obra - presentador |

### Teatro
| Año            | Obra                         | Personaje           | Director (a)     | Teatro                | Notas                                                       |
| -------------- | ---------------------------- | ------------------- | ---------------- | --------------------- | ----------------------------------------------------------- |
| 2014           | Noises Off                   | Director            | Jonathan Biggins | Sydney Theatre        | junto a Lindsay Farris, Ash Ricardo y Tracy Mann            |
| 2010           | Macbeth                      | Asesino Convicto    | Michael Gow      | QUT Festival Theatre  | junto a Helen Christinson, Jason Klarwein y Bryan Nason     |
| 2010           | That Face                    | Hugh                | Lee Lewis        | Belvoir St. Theatre   | junto a Susie Porter, Kenji Fitzgerald y Emily Barclay      |
| 2009           | God of Carnage               | Alan Reille         | Gale Edwards     | Sydney Theatre        | junto a Russell Dykstra y Sacha Horler                      |
| 2009           | Julius Caesar                | -                   | Kate Revz        | Playhouse Theatre     | junto a Jai Courtney, Gemma Pranita y Rebecca Wood          |
| 2009           | Secret Bridesmaids' Business | Invitado            | Sioban Tuke      | Playhouse Theatre     | junto a Jacki Weaver, Caroline Craig y Rodger Corser        |
| 2009           | Pericles                     | -                   | John Bell        | Drama Theatre         | junto a Andrea Demetriades, Philip Dodd y Julian Garner     |
| 2009           | Jerry Springer: The Opera    | -                   | Gale Edwards     | -                     | junto a David Bedella, Andrew Bevis y David Wenham          |
| 2008           | The 39 Steps                 | Richard Hannay      | -                | Melbourne Theatre     | junto a Helen Christinson, Grant Piro y Tony Taylor         |
| 2008           | Tartuffe                     | Tartuffe            | Matthew Luton    | Malthouse Theatre     | junto a Alison Whyte, Barry Otto y Rebecca Massey           |
| 2007           | Othello                      | -                   | Marion Potts     | Drama Theatre         | junto a Leeanna Walsman, Tom Wren y Anni Finsterer          |
| 2006           | It Just Stopped              | -                   | Neil Armfield    | Malthouse Theatre     | junto a John Wood y Catherine McClements                    |
| 1990, 2005     | Love Letters                 | -                   | John Clark       | Parade Theatre        | junto a Steve Bisley, Georgie Parker y Peter Phelps         |
| 2005           | Oedipus The King             | -                   | Michael Gow      | -                     | junto a Paul Bishop, Leon Cain y Leo Wockner                |
| 2005           | Zastrozzi                    | -                   | Marcelle Schmitz | -                     | junto a Kate Jenkinson, Belinda McClory y Igor Sas          |
| 2004, 2005     | Les Liaisons Dangereuses     | Vizconde de Valmont | Simon Phillips   | Melbourne Theatre     | junto a Asher Keddie y Jessica Gower                        |
| 2004           | Twelve Angry Men             | Jurado # 8          | -                | -                     | junto a Rob Meldrum, Peter Phelps y Shane Bourne            |
| 2004           | A Number                     | -                   | Marion Potts     | -                     | junto a Frank Gallacher                                     |
| 2003, 2004     | The Blue Room                | -                   | Simon Phillips   | Roayl Theatre         | junto a Sigrid Thornton                                     |
| 2002           | The Glass Menagerie          | Tom Wingfield       | Jennifer Flowers | -                     | junto a John Adam, Robyn Nevin y Eloise Oxer                |
| 2001           | The Seagull                  | -                   | Simon Phillips   | -                     | junto a Asher Keddie, Rhys McConnochie y Greg Stone         |
| 2001           | Three Days of Rain           | -                   | Lindy Davies     | -                     | junto a Angie Milliken y Andrew Rodoreda                    |
| 1996           | The Tragedy of Julius Caesar | -                   | Simon Phillips   | Playhouse Theatre     | junto a Jim Daly, Judith McGrath y Robyn Nevin              |
| 1996           | The New Rocky Horror Show    | -                   | Nigel Triffitt   | Civic Theatre         | junto a Lucy Briant, Glenn Butcher y Jo Beth Taylor         |
| 1995           | American Buffalo             | -                   | Maelisa Stafford | -                     | junto a James Oxenbould y John Stanton                      |
| 1993,1994,1995 | The Shaughraun               | -                   | Gale Edwards     | Drama Theatre         | junto a John Batchelor, Jonathan Hardy y Peter Lamb         |
| 1994           | A Midsummer Night's Dream    | -                   | Glenn Elston     | -                     | junto a Charlotte Alexander, David Franklin y Ross Williams |
| 1993           | Tourmaline                   | -                   | Andrew Ross      | -                     | junto a Ron Graham y Nicholas Papademetriou                 |
| 1992           | The Rocky Horror Show        | -                   | Nigel Triffitt   | Her Majesty's Theatre | junto a Glenn Butcher, Frankie J. Holden y Linda Nagle      |
| 1992           | Antony and Cleopatra         | -                   | Philip Parsons   | Blackfriars Theatre   | junto a Peter Corbett, Sandy Gore y John Walton             |
| 1991           | Henry IV: Part One           | -                   | -                | Blackfriars Theatre   | junto a Rachael Beck, Andrew McFarlane y Steven Vidler      |
| 1990           | Love Letters                 | -                   | Stephen Helper   | -                     | junto a Drew Forsythe, Ron Haddrick y Andrew McFarlane      |
| 1989           | A Midsummer Night's Dream    | -                   | Richard Wherrett | Drama Theatre         | junto a Miles Buchanan, Rebecca Frith y Richard Huggett     |
| 1988           | The Heartbreak Kid           | -                   | Peter Kingston   | Stables Theatre       | junto a Gia Carides y Nicholas Papademetriou                |
| 1987           | The Rivers of China          | -                   | Peter Kingston   | Whraft Theatre        | junto a Patrick Dickson, John Howard y Helen Morse          |
| 1987           | Biloxi Blues                 | -                   | Jon Ewing        | Suncorp Theatre       | junto a Miles Buchanan, Zoe Carides y Glenn Keenan          |

## Premios y nominaciones
| Año  | Categoría                                         | Premio             | Serie/Película | Resultado |
| ---- | ------------------------------------------------- | ------------------ | -------------- | --------- |
| 2006 | Best Guest or Suporting Actor in Television Drama | AFI Award          | Blue Heelers   | Ganó      |
| 1992 | Most Popular Actor                                | Silver Logie Award | E Street       | Nominado  |